# Avaskärs kapell
Avaskärs kapell är en kyrkobyggnad i Kristianopels församling.

## Kyrkobyggnaden
Avaskärs kapell invigdes 1934 och fungerar som ett gravkapell. Kapellet byggdes på samma plats som Sankt Petri kyrka i den nu svunna staden Avaskär en gång stått. Den gamla kyrkan byggdes på 1200-talet eller tidigare revs sannolikt kring år 1600 då den nya staden Kristianopel grundades endast ett hundratal meter bort. Kyrkogården är idag det enda som finns kvar av den gamla staden Avaskär. En renovering och tillbyggnad gjordes av kapellet 1965.